# Doggos
A Doggos egy magyar rockegyüttes Pécsről, amelyet 2017 végén alapított Hanzli Fanni énekesnő, valamint Éreth Szabolcs és Kárai Bence gitárosok. Hatással volt rájuk az Arctic Monkeys, Khruangbin, L’Imperatrice, Locomotiv GT, Parcels, Queens of the Stone Age és a Soulquarians zenekarok, valamint DJ Johnson, Marina Diamandis, Nate Smith és Paul McCartney munkássága.

## Története
A zenekar megalapításának gondolata 2017 végére nyúlik vissza, amikor Hanzli Fanni, Éreth Szabolcs és Kárai Bence találkoztak és ittasan próbáltak egyet. Ekkor többek között írtak egy bluest a McDonald’s-ról hülyéskedésből, vagy saját megfogalmazásuk szerint „mémelésből”. Ebből még nem lett folytatás, de Hanzli Fanni előző zenekara feloszlása után, Kárai Bencével egy komolyabb formáció alapítása mellett döntöttek, melybe az ismerősi körből hívták a tagokat. A zenekari tagok nagyon sokfélék, ami összeköti őket, elsősorban az a humor. Amikor dalt írnak, nem próbálnak egymásnak határt szabni, inkább arra törekednek, hogy összeérjen munkájukban a sokféle különböző egyéniség és ízlés.
Megalakulásuk után pár hónappal megírták és felvették első, három számos középlemezüket, a 2018 márciusában megjelent Blemp-et. A kiadvány Wedding című dalával bekerültek a Keret Blog Kikeltető című versenyének 2018-as évadába, amelynek utolsó fordulójában videoklip támogatást is nyertek a Universal Music Hungary jóvoltából. Azóta felléptek a Fekete Zaj, Kolorádó, Művészetek Völgye, Ördögkatlan és Pécsi Egyetemi Napok fesztiválokon, valamint koncerteztek a Bohemian Betyars, a Carson Coma, az Esti Kornél, a Margaret Island, a The Pontiac és a Ricsárdgír vendégeként is.
2019-ben három kislemezt adott ki a zenekar (Thinking About You, Laika, Track 3), melyeket a pécsi LA Gardens Studio-ban rögzítettek. A Track 3-hez a zenekar egy karaoke videoklipet is készített, ami két kategóriában is jelölést kapott a Magyar Klipszemlén. Második, négyszámos középlemezük, It’s Not Just A Phase, Mom címmel 2021 júliusában jelent meg. A lemez hangulatát a zenekartól megszokott dualitás jellemzi: könnyedebb, pörgősebb daloktól haladnak a komolyabb témákig és az erőteljesebb riffekig. A szövegek ennek megfelelően a nőiség különböző fázisait dolgozzák fel. A Subidu című dalhoz forgatták az első élőszereplős klippet is.
Első magyar nyelvű daluk 2022. szeptember 1-én debütált Hozzám van szerencséd címmel. 2023. február 10-én jelent meg, az első magyar nyelvű középlemezük előfutáraként, a Klór című szám, amelyhez klip is készült, majd február 17-én a középlemez Agymasszázs címmel. Az album öt számot tartalmaz, amelyek között szerepel a Hozzám van szerencséd és a Klór is. Az album producere Ligeti György volt.
2024. november 15-én megjelent a zenekar első nagylemeze GATYA címmel.

## A név eredete
A zenekar tagjai még nem ismerték eléggé egymást, összesen három dalt írtak, de sürgősen volt szükségük egy névre, a Made in Pécs fesztiválos koncertlehetőségük miatt. Több daluk is a tréfálkozáson, „mémelésen” alapul, melyre a videómegosztó oldalon keresésre, kutyás mémes videók jönnek elő. Ezért úgy döntöttek, hogy ezen észrevételekhez igazítják a nevet.

## Tagok

### Jelenlegi felállás
- Hanzli Fanni – ének
- Kárai Bence – gitár
- Éreth Szabolcs – gitár
- Kele Dávid – basszusgitár
- Hegyes Tamás 'Maugli' – dobok

### Korábbi tagok
- Keczeli Szabolcs – dobok (2018–2022)
- Serfel Boglárka – basszusgitár (2018–2024)[8]

## Diszkográfia

### Stúdióalbumok
- GATYA (2024)

### Középlemezek
- Blemp (2018)
- It’s Not Just A Phase, Mom (2021)
- Agymasszázs (2023)

### Kislemezek
| Év   | Dal                          | Album                           |
| ---- | ---------------------------- | ------------------------------- |
| 2019 | Thinking About You           | –                               |
| 2019 | Laika                        | –                               |
| 2019 | Track 3                      | –                               |
| 2021 | Subidu                       | It’s Not Just A Phase, Mom (EP) |
| 2022 | Hozzám van szerencséd        | Agymasszázs (EP)                |
| 2023 | Klór                         | Agymasszázs (EP)                |
| 2024 | pici szíved                  | GATYA                           |
| 2024 | ANYACSAVAR                   | GATYA                           |
| 2024 | miért nincs                  | GATYA                           |
| 2025 | Kád (Ricsárdgír-feldolgozás) | –                               |

### Videoklipek
- Track 3 YouTube (2019) Marosy Roland
- Subidu YouTube (2021) Fehér Zeusz
- Hozzám van szerencséd YouTube (2022) Halmos Ádám
- Klór YouTube (2023) Halmos Ádám
- pici szíved YouTube (2024) Kreuzer Emmy
- ANYACSAVAR YouTube (2024) Éreth Szabolcs, Hanzli Fanni, Kárai Bence